# Diogena lanka
Diogena lanka är en insektsart som beskrevs av Henry, G.M. 1944. Diogena lanka ingår i släktet Diogena och familjen vårtbitare. Inga underarter finns listade i Catalogue of Life.